# Monte Makushin
Il Monte Makushin è uno stratovulcano posto nella parte settentrionale dell'Isola di Unalaska nelle Aleutine.
Il vulcano ha una forma troncata in sommità per via di un'ampia caldera di circa 3 km di diametro che contiene un piccolo cono di scorie più altri crateri minori e fumarole. La sommità è coperta da ghiacci perenni per più di 40 km² di estensione e da qui si dipartono numerosi ghiacciai che arrivano fino a 305 m s.l.m..